# Капский землекоп
Капский землекоп (лат. Georychus capensis) — млекопитающее из семейства землекоповых. Единственный вид рода Georychus.
Вид обитает в прибрежных регионах Южной Африки, где количество осадков более 500 мм. Это подземный вид, живущий в  песчаных почвах - прибрежных дюнах и песчаном аллювии как вдоль речных систем, так и в горных районах Западно-Капской и Восточно- Капской провинций. Некоторые популяции были найдены в красной глине и чернозёмном дёрне среди горных пастбищ на краю небольших болотистых областей. Кроме того, известны находки этого вида в антропогенно нарушенных местах, таких как поля для гольфа, сады и даже студенческий городок Кейптауна.
Длина тела 15—20,5 см, длина хвоста 15—40 мм, средний вес 180 г (максимальные известные показатели: для самцов 360 г, самок 326 г).
Волосяной покров и отметины на этом виде весьма характерны. Окраска тела оранжевая, часто с коричневым оттенком, окраска головы от чёрного до чёрно-коричневого цвета, что резко контрастирует с белыми полосами на морде, ушах и вокруг глаз. Нижняя часть тела несколько бледнее. Мягкий мех настолько густой, пушистый и длинный, что практически скрывает хвост у многих особей. Хвост имеет плоский вид, потому что волосатый в основном по бокам. Конечности и хвост белые. Частичный альбинизм не является редкостью. Внешние уши представлены круглыми отверстиями, окруженными утолщенной кожей по краям. Когти умеренно развитые и относительно слабые. Резцы белые. Как правило, есть три пары молочных желёз, но четыре пары не является необычным.
Кариотип характеризуется диплоидным числом 2n = 54.
Проводит почти всю свою жизнь под землёй. Система нор состоит из отдельных тоннелей около 130 метров длиной со средним диаметром 10 см. Вероятно, резцы используются чаще чем когти для рытья, особенно в твёрдом грунте. Земля из тоннелей выбрасывается через интервалы, явно указывая на линии раскопок. Основная нора в конечном итоге ведёт к шарообразной камере с гладкими стенками, в которой этот землекоп хранит клубни, корни и луковицы. Говорят, что он откусывает «глазки» луковиц и клубней, чтобы предотвратить их прорастание. В исследованиях диких животных в неволе найдено, что взрослые живут поодиночке. Их системы нор иногда проходят в метре друг от друга, но они не соединяются. Если двух взрослых соединить, произойдёт борьба, которая, если её не остановить, приводит к смерти.
В июне (зима в Южной Африке), самцы начинают барабанить задними ногами, очевидно, сигнализируя о начале репродуктивного сезона, а самки в конечном итоге отвечают. Самец может барабанить непрерывно до двух минут, поочередно обеими ногами по полу своей норы с темпом около 26 ударов в секунду; темп самок составляет всего около 15 ударов в секунду. Такое поведение, вероятно, служит территориальным предупреждением, хотя такая активность значительно сокращается вне сезона размножения.
Фактическое размножение происходит с августа по декабрь. Самки могут давать два приплода в течение сезона. Беременность длится 44 дня. Рождается в среднем 6 (от 3 до 10) детёнышей. При рождении они весят 5—12 грамм, 30—40 мм длиной и голые. После 9 дней жизни они покрыты мехом и их глаза уже открыты, на 17-й день они могут есть твёрдую пищу, размеров взрослых достигает примерно за 260 дней. Половая зрелость наступает на 10-й месяц, некоторые дикие особи живут не менее 3 лет.
Серьёзных угроз для вида нет, встречается в нескольких природоохранных территориях.